# Johannes Kulenkampff
Johannes Carl Heinrich Kulenkampff (* 5. März 1901 in Bremen; † 1987 in Bremen) war ein deutscher Reeder und Direktor des Norddeutschen Lloyds (NDL).

## Biografie
Kulenkampff stammt aus der Bremer Kaufmannsfamilie Kulenkampff. Er studierte Rechtswissenschaften und promovierte zum Dr. jur.
1932 wurde er Vorstandsmitglied in der von 1933 bis 1940 von Rudolph Firle geführten Reederei Norddeutscher Lloyd (NDL). Ab 1942 war er neben Richard Bertram Vorstand des NDLs als Nachfolger des nur zwei Jahre amtierenden Generaldirektors Otto Dettmers.
Nach dem Zweiten Weltkrieg begann unter Kulenkampffs und Bertrams Führung der Wiederaufbau der Reederei und des technischen Betriebes in Bremerhaven. Mit der Wiederzulassung als Küstenschiffahrts- und Stauereiunternehmen durch die US-Militärregierung begann 1945 der NDL als Agenturbetrieb mit den Bugsier- und den Bäderdiensten bei 350 Mitarbeitern. Ab 1949 durften Frachter bis 7200 BRT beim NDL die Überseedienste wieder aufnehmen. 1950 bestellte der NDL den ersten Schiffsneubau, und eine neue Flotte entstand. Die Passagierschifffahrt begann 1955 mit der Berlin; es folgten die Bremen und die Europa.
1967 wurden Claus Wätjen und Horst Willner sowie 1969 Karl-Heinz Sager Mitglieder des Vorstandes des NDL. Sie lösten 1968 Kulenkampff bzw. 1970 Bertram als Vorstand ab. 1970 fusionierten der Norddeutsche Lloyd und die Hamburg-Amerikanische Packetfahrt-Actien-Gesellschaft (HAPAG) zur Hapag-Lloyd AG.
Kulenkampff wurde auf dem Riensberger Friedhof beerdigt.
Ehrungen
- 1974 ernannte ihn die Schiffbautechnische Gesellschaft zum Ehrenmitglied.